# Douglas MacArthur
Douglas MacArthur (26. ledna 1880 Little Rock, Arkansas – 5. dubna 1964 Washington, D.C.) byl pětihvězdičkový generál armády Spojených států amerických. Za druhé světové války byl velitelem spojeneckých vojsk bojujících v Pacifiku. Byl také polním maršálem filipínské armády.

## Životopis
Narodil se v Little Rocku v rodině amerického důstojníka Arthura MacArthura, který bojoval v Americké občanské válce a byl nositelem nejvyššího vyznamenání, Kongresové medaile. Douglas MacArthur v roce 1898 nastoupil na United States Military Academy ve West Pointu. Byl vynikajícím studentem a v roce 1903 mu byla přidělena hodnost podporučíka ženijního vojska.
Od roku 1904 sloužil u ženijního vojska na Filipínách, v Panamě a USA; v průběhu prvních let své vojenské kariéry byl také pozorovatelem rusko-japonské války v Tichomoří. Krátkou dobu byl také vojenským pobočníkem prezidenta Theodora Roosevelta. V průběhu první světové války sloužil u amerického vojska ve Francii, v roce 1916 se stal náčelníkem štábu 42. divize, od roku 1918 byl jejím velitelem.
V letech 1919–1922 zastával funkci ředitele vojenské akademie ve West Pointu. Poté sloužil až do roku 1930 na Filipínách, po návratu byl jmenován náčelníkem štábu americké armády. V roce 1935 byl převelen zpět na Filipíny a poté se v roce 1937 rozhodl odejít do výslužby.

### Druhá světová válka
V době hrozby války v Tichomoří byl v roce 1941 povolán zpět do služby, na Filipínách měl za úkol připravit obranu proti japonskému útoku. V prosinci roku 1941 se ovšem kvůli špatně vycvičenému vojsku musel stáhnout na poloostrov Bataan, kde zůstával až do března 1942. Posléze ovšem na rozkaz prezidenta odjel z poloostrova; spojenecké síly tam kapitulovaly v květnu roku 1942.
Spolu s admirálem Nimitzem se výraznou měrou podílel na osvobozování Tichomoří. Používal taktiku tzv. žabích skoků, kdy obcházel místa s vysokou koncentrací japonských sil a ničil zásobovací centra v týlu nepřítele. V prosinci 1944 byl jmenován pětihvězdičkovým generálem.
V roce 1944 se vrátil na Filipíny jako vítěz, vylodil se na ostrově Leyte, odkud musel tři roky předtím odplout. V Tokijském zálivu 2. září 1945 převzal na vlajkové lodi USS Missouri (BB-63) s admirálem Nimitzem japonskou kapitulaci. Po válce se stal generálem okupační armády USA a generálem OSN na korejském poloostrově. Neúspěšně se pokoušel vstoupit do politiky, zemřel v roce 1964.

## Odraz v populární kultuře
V roce 1977 byl natočen americký životopisný film Generál MacArthur, titulní roli ztvárnil Gregory Peck, snímek režíroval Joseph Sargent.
Postava Douglase MacArthura se objevila i ve 13. díle 3. řady seriálu M*A*S*H nazvaném Big Mac.